# Wilhelm Radecke
Wilhelm Radecke (* 28. November 1898; † 26. Juli 1978) war ein deutscher Bankkaufmann und nationalsozialistischer Politiker. Von 1952 bis 1954 war er Vorsitzender der Kleinpartei Freisoziale Union.

## Leben
In den 1920er Jahren arbeitete Radecke als Prokurist beim Bankhaus S. Bleichröder sowie zeitweise als Direktor der Vereinigten Zellstoffindustrie. Daneben befasste er sich eingehend mit Themen der Wirtschaftsgeschichte und insbesondere mit den maßgeblichen Wirtschaftstheorien seiner Zeit.
Anfang der 1930er Jahre kam Radecke in das Umfeld der NSDAP, in die er schließlich zum 1. Mai 1931 eintrat (Mitgliedsnummer 521.000). In der Folgezeit kam er mit zahlreichen Parteiführern wie Kurt Daluege, Joseph Goebbels und Heinrich Himmler (einem alten Schulfreund Radeckes) zusammen, denen er seine Vorstellungen über die von der Partei nach einer Übernahme der Regierungsgewalt einzuschlagende Wirtschaftspolitik auseinandersetzte. Insbesondere bei Vertretern des „linken“, punktuell sozialistischen Vorstellungen zuneigenden, Flügels der Partei stieß er mit seinen stark an Silvio Gesell anknüpfenden Vorstellungen einer Indexwährung und zum Zirkulationszwang des Geldes – d. h. der Auffassung, dass dieses nicht in großen Mengen als „faules“ Kapital auf Bankkonten o. ä. gehortet werden dürfe, da dies unproduktiv und damit die Volkswirtschaft schädigend sei, sondern es in beständigem Umlauf gehalten werden müsse um die Inganghaltung der Wirtschaft zu gewährleisten („Arbeitsdienstpflicht des Geldes“) – auf positive Resonanz, was unter anderem Goebbels in seinem Tagebuch 1931 mehrfach ausdrücklich vermerkte.
Dezidiert feindselig stand Radecke den Anschauungen des offiziellen Wirtschaftsexperten der NSDAP Gottfried Feder sowie dem zu dieser Zeit sich der NSDAP annähernden ehemaligen Reichsbankpräsidenten Hjalmar Schacht gegenüber.
Im Dezember 1932 publizierte Radecke eine seinerzeit vielbeachtete Broschüre mit dem Titel Der Weg aus der Not in der er seine wirtschaftspolitischen Vorstellungen und den seiner Auffassung nach zur Bewältigung der damals in Deutschland herrschenden wirtschaftlichen Not einzuschlagenden Kurs öffentlich machte. Die Broschüre gliederte sich in zwei Kapitel, von denen das erste eine scharfe Auseinandersetzung mit Gottfried Feders Wirtschaftskonzeption darstellte („Gottfried Feders Fehler“), während das zweite positive Lösungsmöglichkeiten anbot.
Die Broschüre brachte Radecke neben begeisterter Zustimmung in Teilen der NSDAP auch das Interesse Kurt von Schleichers ein, der ihn zu einem Gespräch ins Reichswehrministerium einlud. Zugleich mündete die Publikation aber auch in einem auf Betreiben von Wilhelm Kube eingeleiteten Parteiausschlussverfahren gegen Radecke vor dem Untersuchungs- und Schlichtungsausschuss (Uschla) des Gaues Berlin, das damit begründet wurde, dass öffentliche Angriffe eines Parteimitglieds (Radecke) auf ein anders (Feder), parteischädigend, da nach außen das Signal der Uneinigkeit aussendend seien. Am 23. Januar 1933 gab der Gau-Uschla dem Antrag auf Ausschluss Radeckes statt. Nachdem der Reichs-Uschla diese Entscheidung bestätigte, schied Radecke vorerst aus der Partei aus.
Mm 1. Mai 1933 gründete Radecke den Rolandbund, der die Freiwirtschaftslehre in die NSDAP einbringen sollte.
Nach der Fürsprache zahlreicher prominenter Parteimitglieder – darunter Himmler, Daluege und Werner Schwarz – wurde Radecke im Frühjahr 1936 aufgrund eines Gnadenerlasses Adolf Hitlers wieder in die NSDAP aufgenommen beziehungsweise sein Ausschluss rückgängig gemacht. In den späteren 1930er Jahren nahm Radecke als Mitglied im Direktorium der Reichskreditanstalt noch einmal eine exponierte Stellung ein.
Nach dem Zweiten Weltkrieg war Radecke Berater der Friedrich Flick KG. Politisch engagierte er sich zu dieser Zeit führend in der Freisozialen Union (FSU), deren Vorsitzender er von 1952 bis 1954 war. Er geriet „bald in den Verdacht, aus der Freisozialen Union eine nationalistische oder gar eine faschistische Partei“ machen zu wollen.

## Veröffentlichungen
- Der Weg aus der Not 1932. (2. Auflage 1933)
- Wilhelm Radecke, Ulrich Noack, Willi Eberlein: Das Ulmer Manifest vom 29.9.1952. Logos-Verlag, Lüdenscheid 1952